# Lithocarpus lycoperdon
Lithocarpus lycoperdon är en bokväxtart som först beskrevs av Sidney Alfred Skan, och fick sitt nu gällande namn av Aimée Antoinette Camus. Lithocarpus lycoperdon ingår i släktet Lithocarpus och familjen bokväxter. Inga underarter finns listade.